# Яков-Ёль
Яков-Ёль — река в Приуральском районе Ямало-Ненецкого автономного округа. Устье реки находится на 162-м км правого берега реки Собтыёган. Длина реки составляет 33 км.

## Данные водного реестра
По данным государственного водного реестра России относится к Нижнеобскому бассейновому округу, водохозяйственный участок реки — Обь от впадения реки Северная Сосьва до города Салехард, речной подбассейн реки — бассейны притоков Оби ниже впадения Северной Сосьвы. Речной бассейн реки — (Нижняя) Обь от впадения Иртыша.